# Mesonauta mirificus
Mesonauta mirificus är en fiskart som beskrevs av Kullander och Silfvergrip, 1991. Mesonauta mirificus ingår i släktet Mesonauta och familjen Cichlidae. Inga underarter finns listade i Catalogue of Life.